# Невил Лонгботъм
Невил Лонгботъм е кръглолико момче от „Грифиндор“, което все губи или забравя нещо. Родителите му Алис и Франк Лонгботъм, са били двама от най-добрите аврори, но сега са психично болни след като съпрузите Белатрикс и Родолфус Лестранж ги измъчвали с проклятието Круциатус. Вследствие на това се намират в магьосническата болница „Свети Мънго“, а Невил живее с баба си Аугуста Лонгботъм. Във филма ролята се изпълнява от Матю Луис.

## Участие
Невил Лонгботъм се появява за първи път в „Хари Потър и Философският камък“. Още преди експрес „Хогуортс“ да потегли от гара Кингс-Крос, Невил вече е загубил жабата си. Жабата се казва Тревър и му е подарена от прачичо му Алджи, задето най-накрая е показал някаква магическа способност и не е безмощен. През срока баба му му изпраща всепомник. Освен това е смятан за загубеняк от повечето ученици особено от Драко Малфой, Краб и Гойл.
В „Хари Потър и Стаята на тайните“, когато паниката, че могат да бъдат вкаменени, обзема всички, той бързо си купува чесън и амулет като защита, но другите го успокояват, и му казват, че за него няма опасност, защото е чистокръвен.
В „Хари Потър и Орденът на Феникса“ участва във ВОДА (Войнството на Обединения Дъмбълдоров Авангард), организацията, която Хърмаяни Грейнджър предлага да сформират, за да могат учениците да учат Защита срещу черните изкуства, защото преподавателката им, Долорес Ъмбридж, отказва да им показва практика. В „Хари Потър и даровете на смъртта“ именно Невил унищожава шестия хоркрукс, обезглавявайки змията на Волдемор, Наджини. В Епилога на седмата част от поредицата се споменава, че Невил е станал учител по Билкология в Хогуортс, преподавайки предмета, който винаги му е бил любим.